# Вулиця Червоного Хреста (Житомир)
Вулиця Червоного Хреста — вулиця в Корольовському районі Житомира.

## Характеристики

### Розташування
Знаходиться в центральній частині міста, в Старому місті. Починається з Пушкінської вулиці, завершується перехрестям з вулицею Фещенка-Чопівського. 

## Історія
Вулиця та її історична забудова формувалися упродовж другої половини ХІХ століття згідно з генеральними планами міста середини ХІХ століття у вільній від забудови місцевості Дівоче Поле, що до 1863 року належала жіночому католицькому монастиреві сестер-милосердя (шаріток). У першій половині ХІХ століття вісь запроєктованої вулиці перетинала польова дорога, що з'єднувала Велику Бердичівську вулицю з монастирем сестер Шаріток.
Наприкінці ХІХ століття сформувалася згідно з генпланом між вулицями Пушкінською та Синельниківською. У першій половині ХХ століття ділянка вулиці між нинішніми вулицями Фещенка-Чопівського та Синельниківською зникла, вулиця стала коротшою на квартал.
У 1929 році Дівоча вулиця перейменована на вулицю Червоного Хреста, оскільки з 1895 року на вулиці знаходиться лікарня Червоного Хреста.